# Lucy in the Sky
Pour plus de détails, voir Fiche technique et Distribution.
Lucy in the Sky (Lucy dans le ciel au Québec) est un film américain réalisé par Noah Hawley, sorti en 2019. Le film est inspiré de l'histoire de l'astronaute Lisa Nowak.
Il est présenté en avant-première au festival international du film de Toronto 2019.

## Synopsis
Lucy Cola est une astronaute dont la forte personnalité et la détermination hors du commun lui permet d'être envoyée dans l'espace. Elle en est profondément bouleversée. À son retour sur Terre, ses relations familiales se dégradent, Lucy se sent étriquée. Quand on a contemplé l'espace infini, comment rester sur Terre ? Elle est alors aspirée dans une spirale sans fond qui la mènera un soir où toute sa vie basculera…

## Fiche technique
Sauf indication contraire, les informations mentionnées dans cette section peuvent être confirmées par la base de données cinématographiques IMDb,  présente dans la section « Liens externes ».
- Titre original : Lucy in the Sky
- Réalisation : Noah Hawley
- Scénario : Brian C. Brown, Elliott DiGuiseppi et Noah Hawley, d'après une histoire de Brian C. Brown, Elliott DiGuiseppi
- Direction artistique : Samantha Avila
- Décors : Stefania Cella
- Costumes : Louise Frogley
- Photographie : Polly Morgan
- Montage : Regis Kimble
- Musique : Jeff Russo
- Production : John Cameron, Noah Hawley, Bruna Papandrea et Reese Witherspoon

Producteurs délégués : Molly Allen, Brian C. Brown et Elliott DiGuiseppi
- Sociétés de production : 26 Keys Productions, Pacific Standard et TSG Entertainment
- Sociétés de distribution : Fox Searchlight Pictures (États-Unis), 20th Century Fox (France)
- Budget : 27 millions de dollars[1]
- Pays d'origine :  États-Unis
- Langue originale : anglais
- Format : couleur
- Genre : drame, science-fiction
- Durée : 124 minutes
- Dates de sortie[2] :
  - Canada : 11 septembre 2019 (festival international du film de Toronto)
  - États-Unis : 4 octobre 2019 (sortie limitée)

## Distribution
- Natalie Portman (VF : Sylvie Jacob) : Lucy Cola
- Jon Hamm (VF : Constantin Pappas) : Mark Goodwin
- Zazie Beetz (VF : Fily Keita) : Erin Eccles
- Dan Stevens (VF : Damien Witecka) : Drew Cola
- Colman Domingo (VF : Frantz Confiac) : Frank Paxton
- Ellen Burstyn (VF : Sylvie Genty) : Nana Holbrook
- Pearl Amanda Dickson (VF : Camille Timmerman) : Blue Iris
- Jeremiah Birkett : Hank Lynch
- Joe Williamson : Mayer Hines
- Nick Offerman (VF : Bernard Métraux) : Dr. Will Plimpton
- Tig Notaro (VF : Véronique Augereau) : Kate Mounier
- Jeffrey Donovan (VF : Yann Guillemot) : Jim Hunt